# 幽靈公館
幽靈公館（英語：The Haunted Mansion）是世界各地迪士尼樂園的一個經典的室內黑暗遊樂設施。在加州的迪士尼樂園、佛羅里達州的神奇王國、 日本千葉縣的東京迪士尼樂園、法國馬恩河谷的巴黎迪士尼樂園都有這一項遊樂設施，另外香港迪士尼樂園的迷離大宅是以此為範本建造的。儘管所有迪士尼樂園的幽靈公館都坐落在不同的主題園區、外觀也不盡相同，但是他們都擁有相同的主題：“在這個鬼屋裡，住著九百九十九個快樂的幽靈，你想成為第一千個嗎？”另外，美國的兩個、日本的一個幽靈公館的英文寫法都是“The Haunted Mansion”，但是巴黎迪士尼的英文寫法是“Phantom Manor”。

## 歷史
幽靈公館的原始概念由華特迪士尼先生親自完成，但是不幸的是在第一個加州迪士尼樂園完成後華特迪士尼就去世了，所以之後的迪士尼樂園的幽靈公館的建設都交給迪士尼幻想工程公司來完成。當時，他們正在開發這個景點是為了吸引成人客人，以防止迪士尼樂園的客源太過低齡化。
1951年，華特迪士尼先生期前往德國新天鵝堡（即迪士尼城堡的原型）周邊尋找當地有名的民間鬧鬼的故事，在收集夠了大量的資料以後，在融入美國人所喜歡的恐怖情節、並且對過於血腥的劇情做適當的刪減。
回到美國后，華特迪士尼以希臘式建築和美國新教教堂的外形融合起來做外觀，把歐洲富豪的客廳為室內設計的藍本，並且在室內建造了一整條一條彎彎曲曲的通道用來連接各個場景，佈置出棲息在莊園里鬼魂、墓地裡的死人復活、臥室床底下的黑影、無人書房的怪聲、石頭雕像回開口講話、掛在墻上的畫會變形等等場景。
1955年，迪士尼樂園剛剛開始營業的時候，因為美國的恐怖遊戲禁令，導致迪士尼公司只能低調處理、不把此遊樂設施印在遊樂園的導覽地圖上，這反而變相加強了幽靈公館的恐怖程度，甚至讓很多遊客誤認為這個幽靈公館是真實的存在。
1961年，隨著隨著美國對兒童恐怖遊客設施的禁令解除，迪士尼公司宣佈1963年在開始把幽靈公館公開化，曾經沸騰一時的都市傳說也消失了。 這個遊樂設施，在1965美國時代雜誌評論上史上最驚悚的遊樂設施，在全美各地也爭先恐後的出現了各種仿冒鬼屋， 但是隨著迪士尼公司對維護自己版權的深入，各種盜版鬼屋在1969年就幾乎消失了。
1965年開始開始建造佛羅里達州的迪士尼樂園，但是華特迪士尼在次年1966年就去世了，很多新的創意和想法無法被發揮、以至於其他所有迪士尼的幽靈公館都大同小異，直到香港迪士尼的迷離大宅出現後才改變狀況。

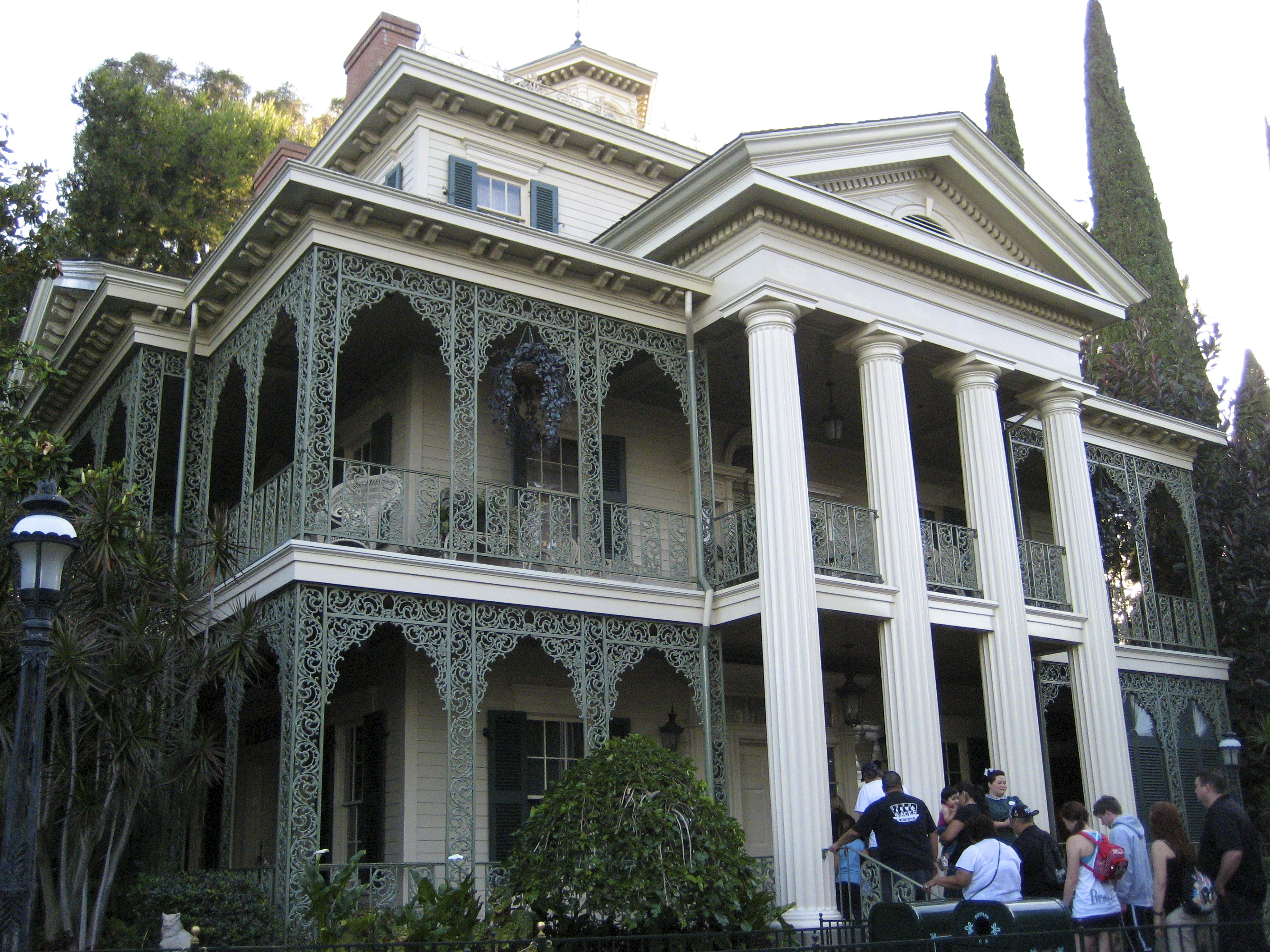
迪士尼樂園的幽靈公館
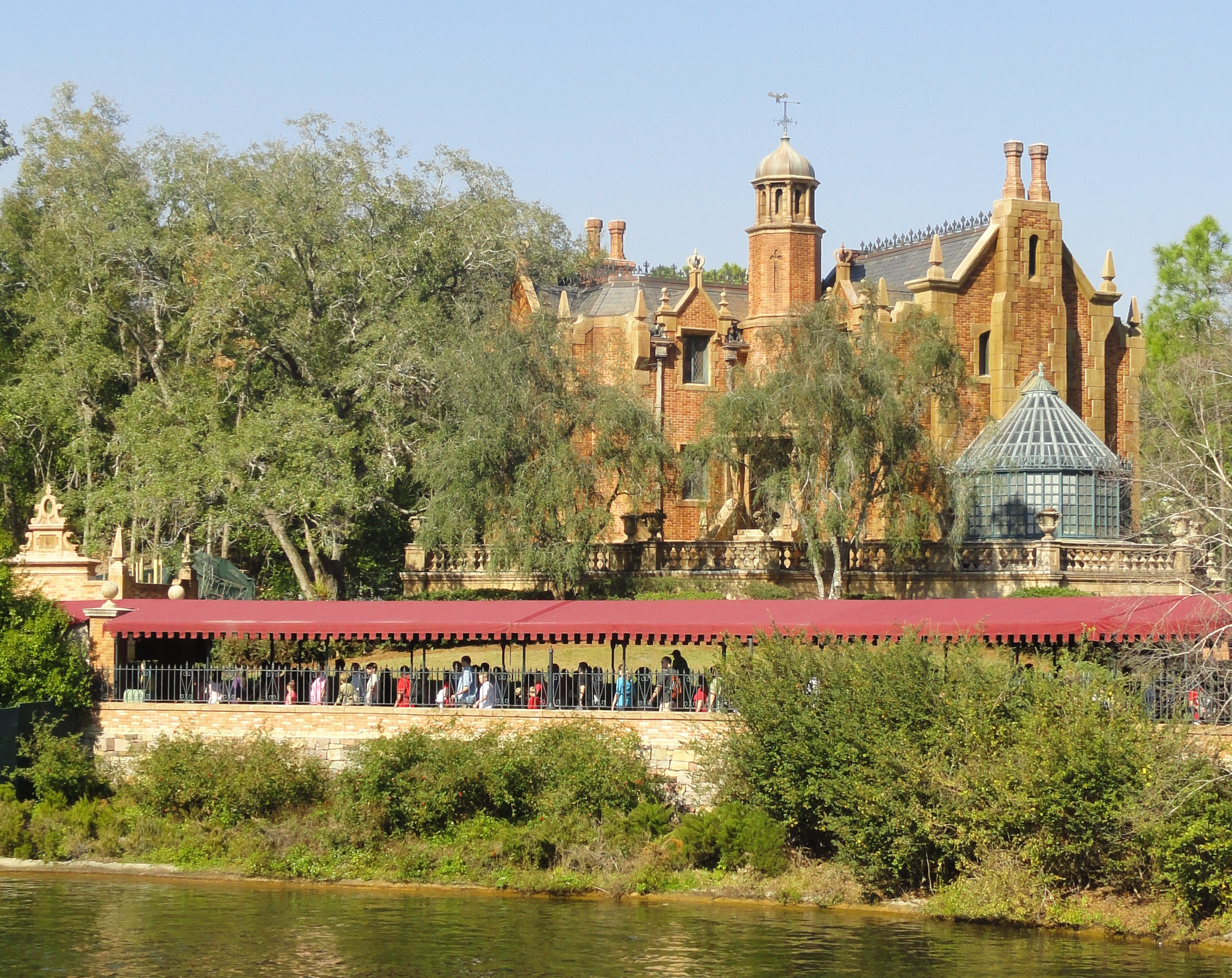
神奇王國的幽靈公館
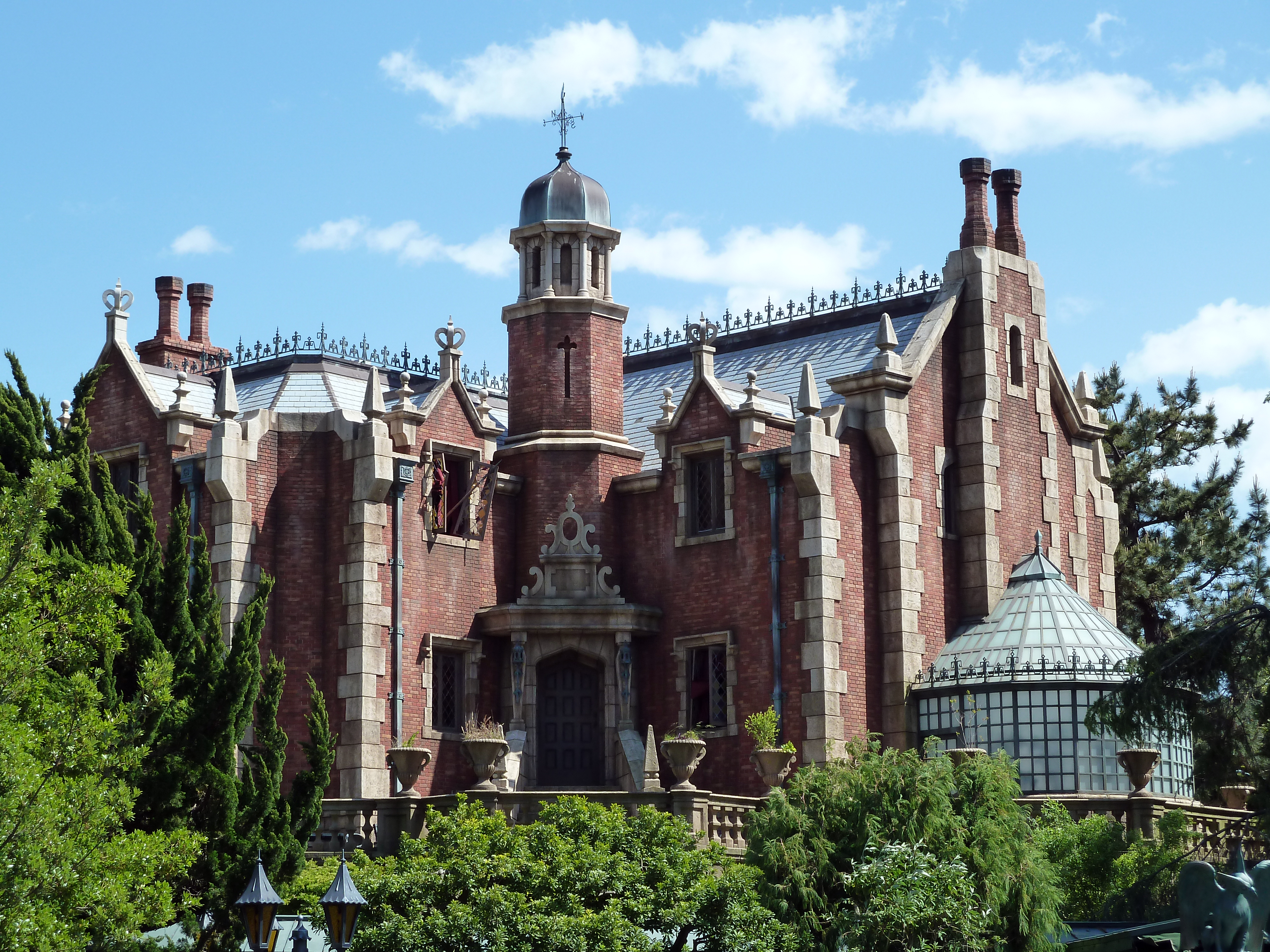
東京迪士尼的幽靈公館
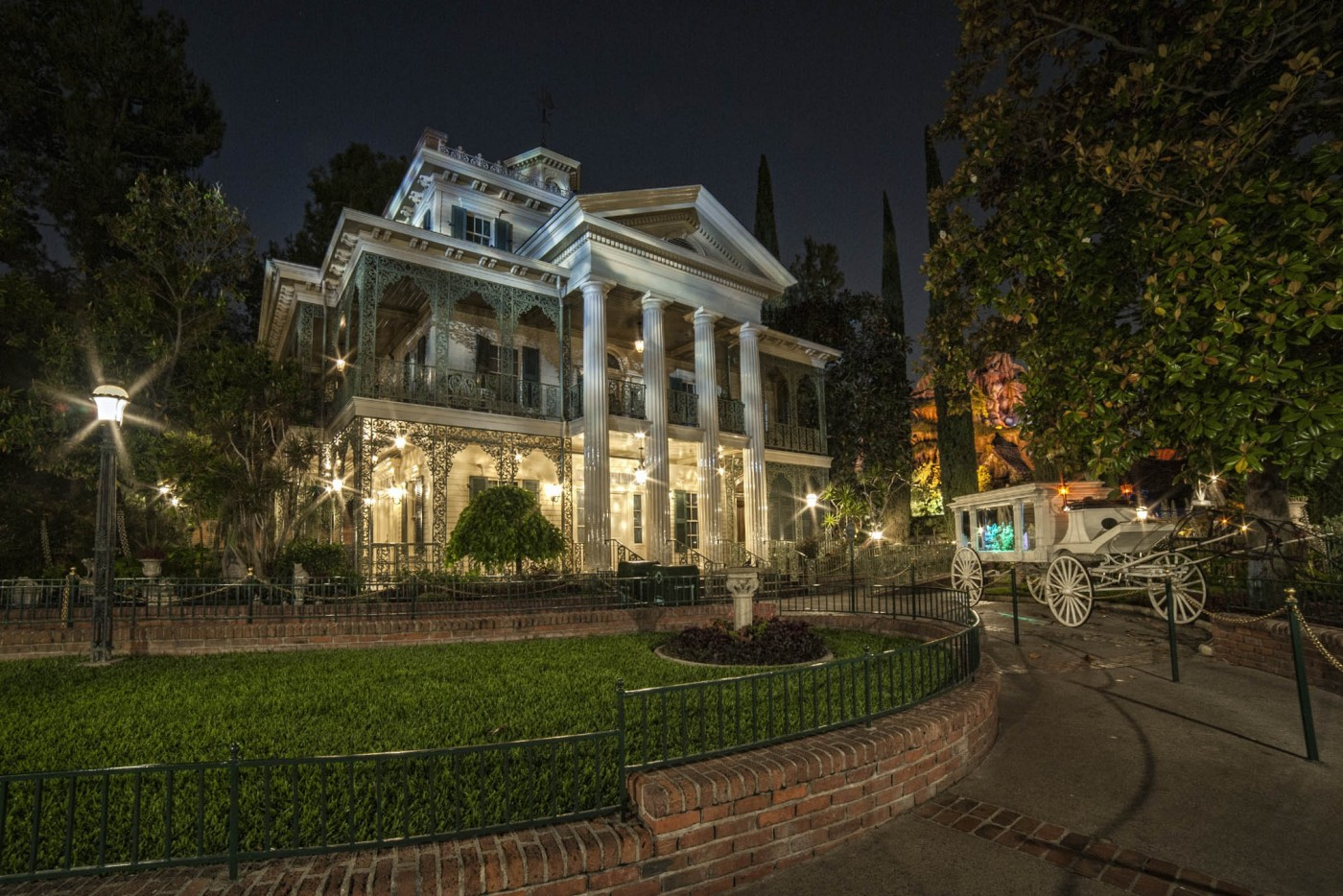
巴黎迪士尼的幽靈公館，夜景

1971年，神奇王國開幕，在當年8月9日、10日和11日舉行了紀念華特迪士尼去世的盛大活動，隨後在神奇王國設置華特迪士尼形狀的幽靈隱藏在幽靈公館當中，只有坐到特定位置的、有限數量的客人才能在有理遊樂設施的時候可以看到他。1983年，東京迪士尼樂園開放，迪士尼公司首次在幽靈公館上改變了設定，把鬼屋的主人從一個西方人的名字改成了東方人的名字，這被認為是尊重日本文化的一種表現。在2003年，電影《幽靈公館》上映，這是一部以迪士尼遊樂設施幽靈公館為主要靈感的電影，和日後的電影《明日世界》一樣。
1995年，迪士尼樂園的幽靈公館進行了大幅更新。增加了幾個場景，一個幻像鋼琴演奏者坐在一架破舊的鋼琴上、幽靈公館裡面的門會自動打開或者關上、女巫的水晶球可以上下飄浮移動。
在2001年，在入口區域的機載音頻中增加了一個新音效設施，讓乘客更加能夠感受到恐怖，還要請男女兩個配音樂、分別使用高音和低音來解說，視音頻不斷交錯、營造出詭異的感覺。另外，幽靈公館也像迪士尼城堡一樣可以在房子的裡面上播出立體影像，其主體是首播1993年電影的《聖誕節驚魂夜》。
2011年3月，在神奇王國的一個地點推出了一個新的計劃——互動隊列，這個互動列隊其實是一大群不規則活動的骷髏模型，他們在幽靈公館新增的場景——地下墓穴和亡靈紀念碑這兩個區域出現，並且有可能會觸摸遊客。但是，這個新的遊樂項目因為太過恐怖，至於是讓樂園流失了很多家庭客，所以最後迪士尼公司撤回了這個決定，改成了幽靈中的美麗女性唱歌、隱秘的精靈詩人在唸詩、地下室的無人麥克風會突然講話講話，這些新的改動一直保持不變、直到現在。
2015年4月10日，迪士尼公司正式發佈了一個幽靈公館的角色——The Hatbox Ghost將人數增加至10個人，該角色於2015年5月9日返回收到了美國懷舊粉絲的瘋狂追捧、以至於迪士尼把他的場景增多、並且打掉了好幾個人氣不高的角色。

## 外部連結
- 加州迪士尼的幽靈公館介紹 （页面存档备份，存于）
- 佛州神奇王國的幽靈公館介紹 （页面存档备份，存于）
- 日本東京迪士尼的幽靈公館介紹 （页面存档备份，存于）